# Hacıhüseyin, Balya
Hacıhüseyin là một xã thuộc huyện Balya, tỉnh Balıkesir, Thổ Nhĩ Kỳ. Dân số thời điểm năm 2010 là 538 người.